# 디즈니 캐릭터 보이스 인터내셔널
디즈니 캐릭터 보이스 인터내셔널(영어: Disney Character Voices International, Inc.)는 월트 디즈니 컴퍼니의 자회사로, 월트 디즈니 스튜디오스 모션 픽처스, 디즈니 텔레비전 애니메이션, 디즈니 뮤직 그룹, 디즈니 미디어 디스트리뷰션을 포함한 모든 디즈니 저작물의 번역 및 더빙 서비스를 제공한다. 디즈니 테마파크와 파생 게임의 더빙 또한 감독한다. 부서 사무실은 전세계 곳곳에 위치한다.

## 역사

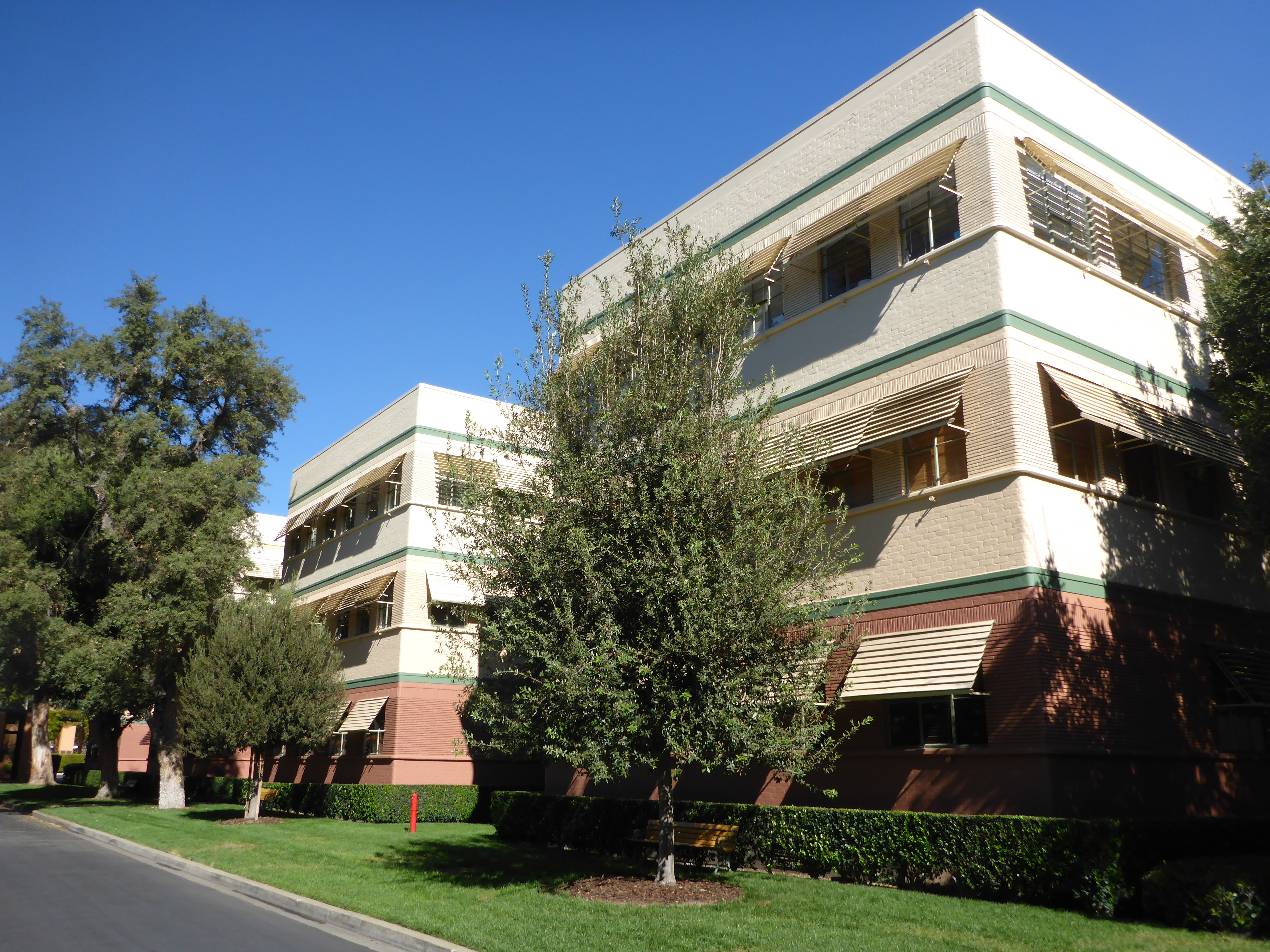
캘리포니아 버뱅크에 있는 월트 디즈니 스튜디오의 오래된 애니메이션 빌딩에 있는 DCVI 본부

처음으로 더빙된 디즈니 영화는 《백설공주와 일곱 난쟁이》였으며, 1938년에 다양한 서양 언어로 배급하였다. 월트 디즈니는 백설공주의 스웨덴어 성우인 타티아나 앙엘리니를 캐릭터의 외국어 성우 중에서 개인적으로 가장 좋아한다고 밝혔다. 이 영화는 제6회 베니스 국제 영화제에 초연되어 그랜드 아트 트로피 특별상을 수상하였다. 디즈니는 나치 독일 지역의 배급권을 확보할 수 없었다. 오스트리아와 스위스를 위한 독일어 버전을 만들기 위하여 디즈니는 암스테르담에서 독일어 원어민 목소리를 녹음하였다.
1940년대에 지미 존슨은 1930년부터 디즈니 애니메이터로 일한 잭 커팅을 디즈니 영화 외국어 더빙 책임자로 임명하였다. 1948년, 디즈니는 인도 독립 운동이 끝난 직후 《밤비》의 힌두스탄어 더빙을 제작하는 데 성공하여 "영화에서 (미국의) 영향력을 더욱 강화"한 공로로 제5회 골든 글로브 시상식에서 특별 공로상을 받았다. 《밤비》는 힌두스탄어로 더빙된 최초의 영화였지만, 그 뒤로 더 많은 영화가 더빙되었는지, 아니면 디즈니 인디아에서 1994년 힌디어, 타밀어, 텔루구어 더빙을 제작한 《알라딘》이 공개되기 전까지 한 편도 없었는 지는 밝혀지지 않았다. 1988년 1월, 마이클 아이스너가 로이 디즈니가 감독하는 더빙 부서를 설립하기로 결정하면서 DCVI 계열사가 설립되었다.

## 캐스팅

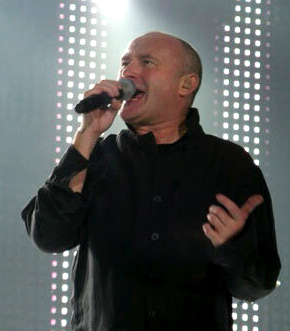
필 콜린스는 마케팅 상의 이유로 《타잔》의 사운드트랙에서 프랑스어, 독일어, 이탈리아어, 스페인어 노래를 모두 불렀다.

전체 프로덕션을 통제하기 위해 디즈니는 전 세계 배우들의 오디션을 개최하는 중앙 집중식 시스템을 구축하였고, 이 결과 월트 디즈니 컴퍼니는 2017년 기술 및 엔지니어링 에미상을 수상하였다. DCVI 수석 부사장 릭 뎀프시는 구체적으로 자신이 박스 오피스 상위 14%를 차지하는 국가에 대한 캐스팅 결정을 내린다고 말하였는데, 이것은 특정 언어 허브의 감독과 함께 캐릭터 목소리의 청사진을 설정한다. DCVI에서 직접 목소리를 선택한 국가에 위치한 현지 사무실은 특정 지리적 영역에 대한 역량을 갖게 되며, 선택한 목소리와 비교하여 나머지 지역을 캐스팅한다. 뎀프시에 따르면 목소리가 원래 영어 음성과 동일할 필요는 없지만 캐릭터와 일치해야 하며, 목소리를 통해 빛을 발하여야 한다. 특히 2000년대 이후에는 캐릭터를 맞추거나 부각시키는 능력보다 현지 시장에 어필하기 위해 현지 유명인을 선택하여 현지 관객이 영화를 더 매력적으로 느끼도록 하는 경우도 있다.

## 언어
디즈니 영화는 일반적으로 작품에 따라 다양한 언어로 영화관에서 개봉한다. 모든 디즈니 애니메이션 영화는 일정한 언어 그룹에서 체계적으로 더빙하고 배포한다. 다만, 영화에 따라 회사에서 비정기적으로 더빙하는 언어도 있다.

### 체계적인 더빙 공개
세월이 흐르며 DCVI가 다루는 언어 집합이 확장되어 오늘날 전형적인 애니메이션 텐트폴은 39~43개 국가 지역의 영화관에 배급하고, 실사 영화는 평균 12~15개 언어로, 《캐리비안의 해적》 같은 4사분면 실사 영화는 약 27개 언어로 더빙하고 있다. 더빙 과정에 관련된 언어의 수는 작품의 종류에 따라 다르며, 애니메이션 영화가 가장 많은 수를 차지하고 해를 거듭하면서 확대된다.

### 비정기 더빙 공개
《모아나》는 2016년 개봉하였는데, 개봉일로부터 2년 만에 폴리네시아어로 더빙한 총 세 편의 특별 더빙이 공개되었다. 이 세 더빙판의 성공에 이어 영화 《겨울왕국 2》에도 북부 사미어 특별 더빙판이 만들어졌지만 시리즈의 첫 번째 작품은 이 언어로 더빙하지 않았다. 일회성 더빙의 특수한 경우는 1994년 출시한 아라파호어판 《밤비》와 2016년 출시한 나바호어판 《니모를 찾아서》로, 각각 와이오밍 인디언 학교와 나바호 민족 박물관이 공동으로 제작하였다. 이 두 영화는 다른 특별 더빙과 달리 아라파호족과 나바호족 문화와 어떤 식으로든 연결되지 않은 채 두 언어를 보존하기 위한 수단으로 인기 디즈니 영화를 선택하여 젊은 세대를 교육하고자 하는 목적으로 제작되었다. 《니모를 찾아서》의 나바호어판은 폴 아웃 보이의 리드 싱어 패트릭 스텀프가 부른 엔딩 크레딧 노래 "Beyond the Sea"의 나바호어 버전까지 포함하는 완전한 더빙이지만, 《밤비》의 아라파호어판은 부분 더빙으로, 대사 부분은 더빙하였지만 노래는 모두 영어로 남아있다.